# Primera División de Chile 2021
La Primera División de Chile 2021 (conocida como Campeonato PlanVital 2021 por motivos de patrocinio) fue la 105.º edición de la primera categoría del fútbol chileno. Universidad Católica alcanzó su decimosexta estrella y su cuarto campeonato consecutivo, convirtiéndose en el primer club en Chile en alcanzar un tetracampeonato en torneos anuales, y el segundo en general, después de  Colo-Colo, ya que este lo logró entre 2006 y 2007 en la época de torneos cortos con playoffs.
El campeonato lo organiza la Asociación Nacional de Fútbol Profesional. Las novedades que tendrá este torneo es que se jugará con 17 equipos, para el año 2022 volver a 16 equipos en la división. También, este torneo marca el regreso a la máxima categoría de Ñublense, luego de 5 años y medio de ausencia, después de coronarse campeón de la Primera B de 2020, y de Deportes Melipilla, quien vuelve a la máxima categoría, después de 12 años de ausencia.

## Formato
Los 17 equipos jugarán 32 partidos cada uno a lo largo de 34 fechas, en 2 ruedas bajo el sistema de todos contra todos (cada equipo tendrá 2 fechas libres debido al número impar de participantes). En este torneo se usará el sistema de puntos, de acuerdo a la reglamentación de la I. F. A. Board, asignándose tres puntos al equipo que resulte ganador, un punto a cada uno en caso de empate y cero puntos al perdedor. 
El club que resulte campeón, además del 2.° y 3.° lugar clasificarán a la Copa Libertadores 2022, mientras el 4.°, 5.°, 6.° y 7.° se llevaran un cupo a la Copa Sudamericana 2022. 
En la zona baja de la tabla, los 2 últimos equipos serán los que pierdan la categoría de forma directa, mientras que el equipo que quede en el puesto 15.° será relegado a jugar un partido de promoción contra el equipo que resulte ganador de la liguilla de Primera B 2021. De manera que en la temporada subsiguiente la categoría pasará a tener nuevamente 16 equipos, utilizando el mismo formato de las temporadas 2018 y 2019.
El orden de clasificación de los equipos, se determinará en una tabla de cómputo general, de la siguiente manera:
- 1) Mayor cantidad de puntos;
- 2) Mayor diferencia de goles a favor; en caso de igualdad;
- 3) Mayor cantidad de partidos ganados; en caso de igualdad;
- 4) Mayor cantidad de goles convertidos; en caso de igualdad;
- 5) Mayor cantidad de goles de visita marcados; en caso de igualdad;
- 6) Menor cantidad de tarjetas rojas recibidas; en caso de igualdad;
- 7) Menor cantidad de tarjetas amarillas recibidas; en caso de igualdad;
- 8) Sorteo.

En cuanto al campeón del torneo, se definirá de acuerdo al siguiente sistema:
- A) Mayor cantidad de puntos obtenidos; en caso de igualdad;
- B) Partido de definición en cancha neutral.

En caso de que la igualdad, sea de más de dos equipos, esta se dejará reducida a dos clubes, de acuerdo al orden de clasificación de los equipos determinado anteriormente.

## Árbitros

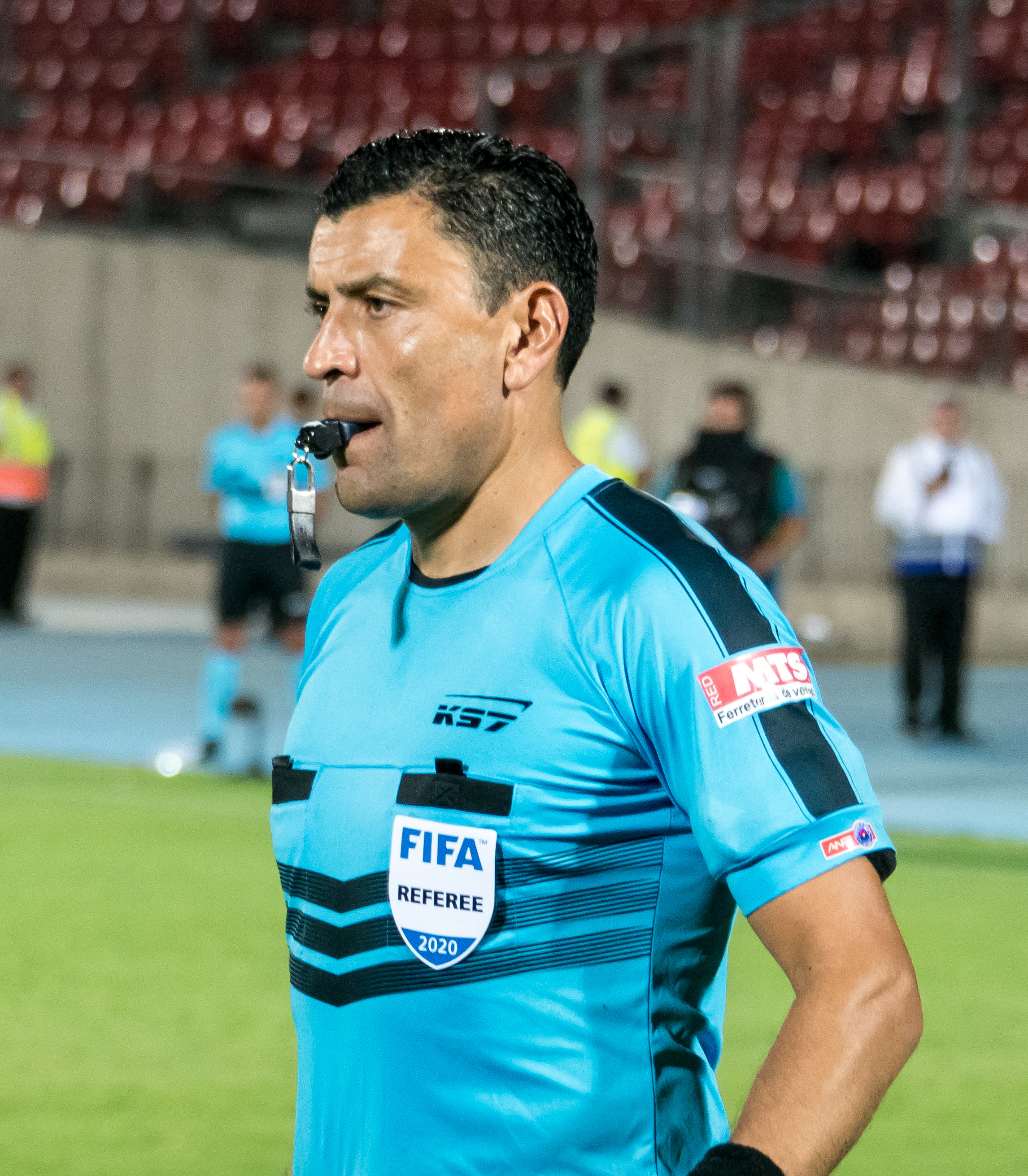
Roberto Tobar, árbitro con categoría FIFA.

Esta es la lista de todos los árbitros disponibles que podrán dirigir partidos este torneo. Los árbitros que aparecen en la lista, pueden dirigir en las otras dos categorías profesionales, si la ANFP así lo estime conveniente. Los árbitros de la Primera B Matías Quila, Benjamín Saravia y Manuel Vergara, se incorporan a esta categoría, mientras que solamente Gustavo Ahumada pasó a arbitrar a la Primera B.
| Árbitros           | Edad    | Categoría |
| ------------------ | ------- | --------- |
| Julio Bascuñán     | 47 años |           |
| José Cabero        | 40 años |           |
| Rodrigo Carvajal   | 39 años |           |
| César Deischler    | 48 años |           |
| Cristián Droguett  | 47 años |           |
| Eduardo Gamboa     | 48 años |           |
| Nicolás Gamboa     | 37 años |           |
| Cristián Garay     | 36 años |           |
| Francisco Gilabert | 43 años |           |
| Felipe González    | 45 años |           |
| Angelo Hermosilla  | 46 años |           |
| Héctor Jona        | 43 años |           |
| Juan Ignacio Lara  | 36 años |           |
| Piero Maza         | 40 años |           |
| Matías Quila       | 32 años |           |
| Christian Rojas    | 49 años |           |
| Benjamín Saravia   | 37 años |           |
| Roberto Tobar      | 47 años |           |
| Fernando Véjar     | 35 años |           |
| Manuel Vergara     | 34 años |           |

## Localización
| Equipo               | Región        | Ciudad        |
| -------------------- | ------------- | ------------- |
| Deportes Antofagasta | Antofagasta   | Antofagasta   |
| Cobresal             | Atacama       | El Salvador   |
| Deportes La Serena   | Coquimbo      | La Serena     |
| Everton              | Valparaíso    | Viña del Mar  |
| Santiago Wanderers   | Valparaíso    | Valparaíso    |
| Unión La Calera      | Valparaíso    | La Calera     |
| Audax Italiano       | Metropolitana | La Florida    |
| Colo-Colo            | Metropolitana | Macul         |
| Deportes Melipilla   | Metropolitana | Melipilla     |
| Palestino            | Metropolitana | La Cisterna   |
| Unión Española       | Metropolitana | Independencia |
| Universidad Católica | Metropolitana | Las Condes    |
| Universidad de Chile | Metropolitana | Ñuñoa         |
| O'Higgins            | O'Higgins     | Rancagua      |
| Curicó Unido         | Maule         | Curicó        |
| Ñublense             | Ñuble         | Chillán       |
| Huachipato           | Biobío        | Talcahuano    |

| Audax Italiano Universidad de Chile Colo-Colo Universidad Católica Unión Española Palestino \| Deportes Melipilla \| |
| Deportes Melipilla                                                                                                   |

| Deportes Melipilla |

## Relevos
| Pos   | a Primera División 2021 |
| ----- | ----------------------- |
| 1.°   | Ñublense                |
| Prom. | Deportes Melipilla      |

| Pos   | a Primera B 2021          |
| ----- | ------------------------- |
| Prom. | Universidad de Concepción |
| 18.°  | Deportes Iquique          |
| 18.°  | Coquimbo Unido            |

## Información
| Equipo               | Entrenador          | Estadio                  | Capacidad | Proveedor    | Auspiciador       |
| -------------------- | ------------------- | ------------------------ | --------- | ------------ | ----------------- |
| Audax Italiano       | Pablo Sánchez       | El Teniente              | 12.476    | Macron       | Traverso          |
| Cobresal             | Gustavo Huerta      | El Cobre                 | 12.000    | KS7          | PF Alimentos      |
| Colo-Colo            | Gustavo Quinteros   | Monumental               | 47.347    | Adidas       | Pilsen del Sur    |
| Curicó Unido         | Damián Muñoz        | La Granja                | 8.278     | OneFit       | Multihogar        |
| Deportes Antofagasta | Diego Reveco        | Calvo y Bascuñán         | 21.100    | Claus-7      | Minera Escondida  |
| Deportes La Serena   | Ivo Basay           | La Portada               | 18.000    | Macron       | Betano            |
| Deportes Melipilla   | Cristián Arán       | Roberto Bravo            | 6.500     | Training     | Ariztía           |
| Everton              | Roberto Sensini     | Sausalito                | 22.000    | Charly       | Claro             |
| Huachipato           | Mario Salas         | Huachipato - CAP Acero   | 10.032    | OneFit       | PF Alimentos      |
| Ñublense             | Jaime García        | Nelson Oyarzún           | 12.000    | OneFit       | Fanaloza          |
| O'Higgins            | Miguel Ramírez      | El Teniente              | 12.476    | Adidas       | Sun Monticello    |
| Palestino            | Patricio Graff      | Municipal de La Cisterna | 6.000     | Capelli      | Bank of Palestine |
| Santiago Wanderers   | Jorge Garcés        | Elías Figueroa           | 21.568    | Macron       | TCL               |
| Unión Española       | César Bravo         | Santa Laura              | 19.887    | Kappa        | USEK              |
| Unión La Calera      | Francisco Meneghini | Nicolás Chahuán          | 9.200     | Siker        | PF Alimentos      |
| Universidad Católica | Cristian Paulucci   | San Carlos de Apoquindo  | 14.768    | Under Armour | Banco BICE        |
| Universidad de Chile | Cristián Romero     | El Teniente              | 12.476    | Adidas       | Petrobras         |

## Clasificación
| Pos. | Equipo                   | Pts. | PJ | G  | E  | P  | GF | GC | Dif. |  |
| ---- | ------------------------ | ---- | -- | -- | -- | -- | -- | -- | ---- |  |
| 1    | Universidad Católica (C) | 68   | 32 | 22 | 2  | 8  | 65 | 34 | +31  |  |
| 2    | Colo-Colo                | 62   | 32 | 19 | 5  | 8  | 49 | 26 | +23  |  |
| 3    | Audax Italiano           | 54   | 32 | 14 | 12 | 6  | 39 | 31 | +8   |  |
| 4    | Unión La Calera          | 51   | 32 | 15 | 6  | 11 | 41 | 40 | +1   |  |
| 5    | Unión Española           | 48   | 32 | 15 | 3  | 14 | 48 | 50 | −2   |  |
| 6    | Deportes Antofagasta     | 47   | 32 | 12 | 11 | 9  | 34 | 36 | −2   |  |
| 7    | Ñublense                 | 44   | 32 | 11 | 11 | 10 | 49 | 37 | +12  |  |
| 8    | Palestino                | 41   | 32 | 11 | 8  | 13 | 48 | 50 | −2   |  |
| 9    | Cobresal                 | 40   | 32 | 11 | 7  | 14 | 40 | 39 | +1   |  |
| 10   | Deportes La Serena       | 39   | 32 | 9  | 12 | 11 | 40 | 42 | −2   |  |
| 11   | Universidad de Chile     | 39   | 32 | 10 | 9  | 13 | 34 | 37 | −3   |  |
| 12   | Everton CC               | 39   | 32 | 10 | 9  | 13 | 29 | 35 | −6   |  |
| 13   | O'Higgins                | 38   | 32 | 9  | 11 | 12 | 31 | 41 | −10  |  |
| 14   | Curicó Unido             | 37   | 32 | 8  | 13 | 11 | 37 | 39 | −2   |  |
| 15   | Huachipato               | 37   | 32 | 8  | 13 | 11 | 36 | 41 | −5   |  |
| 16   | Deportes Melipilla (D)   | 32   | 32 | 10 | 8  | 14 | 39 | 51 | −12  |  |
| 17   | Santiago Wanderers (D)   | 21   | 32 | 5  | 6  | 21 | 24 | 54 | −30  |  |

 Fuente: RSSSF
     Campeón. Clasifica a la Copa Libertadores.
     Clasifica a la Copa Libertadores.
     Clasifica a la Copa Sudamericana.
     Relegado a la Promoción.
     Desciende a la Primera B.

## Evolución
| Equipo / Fecha       | 01   | 02   | 03   | 04   | 05   | 06   | 07   | 08   | 09   | 10   | 11   | 12   | 13   | 14   | 15   | 16   | 17   | 18   | 19   | 20   | 21   | 22   | 23   | 24   | 25   | 26   | 27   | 28   | 29   | 30   | 31   | 32   | 33   | 34   |
| -------------------- | ---- | ---- | ---- | ---- | ---- | ---- | ---- | ---- | ---- | ---- | ---- | ---- | ---- | ---- | ---- | ---- | ---- | ---- | ---- | ---- | ---- | ---- | ---- | ---- | ---- | ---- | ---- | ---- | ---- | ---- | ---- | ---- | ---- | ---- |
| Universidad Católica | 5.°  | 1.°  | 3.°  | 1.°  | 3.°  | 7.°  | 3.°  | 6.°  | 4.°  | 2.°  | 3.°  | 1.°  | 2.°  | 4.°  | 3.°  | 4.°  | 3.°  | 4.°  | 5.°  | 3.°  | 2.°  | 3.°  | 3.°  | 2.°  | 2.°  | 2.°  | 2.°  | 2.°  | 2.°  | 2.°  | 2.°  | 1.°  | 1.°  | 1.°  |
| Colo-Colo            | 9.°  | 3.°  | 9.°  | 4.°  | 2.°  | 5.°  | 9.°  | 3.°  | 8.°  | 5.°  | 6.°  | 7.°  | 3.°  | 2.°  | 2.°  | 2.°  | 1.°  | 1.°  | 1.°  | 1.°  | 1.°  | 1.°  | 1.°  | 1.°  | 1.°  | 1.°  | 1.°  | 1.°  | 1.°  | 1.°  | 1.°  | 2.°  | 2.°  | 2.°  |
| Audax Italiano       | 4.°  | 4.°  | 2.°  | 3.°  | 1.°  | 1.°  | 1.°  | 2.°  | 1.°  | 1.°  | 1.°  | 2.°  | 4.°  | 6.°  | 5.°  | 3.°  | 5.°  | 3.°  | 2.°  | 2.°  | 4.°  | 4.°  | 4.°  | 3.°  | 3.°  | 3.°  | 3.°  | 3.°  | 3.°  | 3.°  | 3.°  | 3.°  | 3.°  | 3.°  |
| Unión La Calera      | 11.° | 5.°  | 1.°  | 2.°  | 5.°  | 3.°  | 6.°  | 11.° | 6.°  | 3.°  | 2.°  | 3.°  | 1.°  | 1.°  | 1.°  | 1.°  | 2.°  | 2.°  | 3.°  | 4.°  | 3.°  | 2.°  | 2.°  | 4.°  | 4.°  | 4.°  | 4.°  | 4.°  | 5.°  | 4.°  | 4.°  | 4.°  | 4.°  | 4.°  |
| Unión Española       | 2.°  | 8.°  | 12.° | 16.° | 14.° | 14.° | 10.° | 8.°  | 5.°  | 8.°  | 8.°  | 11.° | 10.° | 11.° | 7.°  | 8.°  | 11.° | 7.°  | 6.°  | 6.°  | 6.°  | 6.°  | 6.°  | 5.°  | 5.°  | 5.°  | 5.°  | 5.°  | 4.°  | 5.°  | 5.°  | 5.°  | 5.°  | 5.°  |
| Deportes Antofagasta | 1.°  | 6.°  | 6.°  | 10.° | 6.°  | 9.°  | 12.° | 13.° | 10.° | 11.° | 9.°  | 10.° | 8.°  | 9.°  | 10.° | 6.°  | 6.°  | 6.°  | 7.°  | 8.°  | 8.°  | 8.°  | 10.° | 10.° | 9.°  | 6.°  | 8.°  | 7.°  | 6.°  | 6.°  | 6.°  | 6.°  | 6.°  | 6.°  |
| Ñublense             | 14.° | 13.° | 7.°  | 11.° | 7.°  | 4.°  | 7.°  | 1.°  | 7.°  | 4.°  | 5.°  | 5.°  | 7.°  | 8.°  | 9.°  | 10.° | 10.° | 9.°  | 8.°  | 10.° | 10.° | 10.° | 9.°  | 9.°  | 11.° | 11.° | 10.° | 9.°  | 9.°  | 8.°  | 8.°  | 7.°  | 7.°  | 7.°  |
| Palestino            | 15.° | 17.° | 15.° | 14.° | 13.° | 16.° | 13.° | 14.° | 14.° | 14.° | 14.° | 13.° | 13.° | 12.° | 12.° | 14.° | 15.° | 15.° | 13.° | 13.° | 12.° | 12.° | 12.° | 13.° | 12.° | 12.° | 11.° | 11.° | 10.° | 13.° | 9.°  | 8.°  | 8.°  | 8.°  |
| Cobresal             | 8.°  | 14.° | 16.° | 15.° | 16.° | 11.° | 11.° | 9.°  | 11.° | 13.° | 13.° | 14.° | 14.° | 14.° | 13.° | 11.° | 8.°  | 10.° | 9.°  | 7.°  | 7.°  | 7.°  | 7.°  | 7.°  | 8.°  | 9.°  | 7.°  | 8.°  | 8.°  | 9.°  | 10.° | 11.° | 13.° | 9.°  |
| Deportes La Serena   | 13.° | 7.°  | 8.°  | 7.°  | 8.°  | 6.°  | 2.°  | 5.°  | 3.°  | 7.°  | 4.°  | 4.°  | 6.°  | 7.°  | 8.°  | 9.°  | 9.°  | 12.° | 12.° | 11.° | 11.° | 11.° | 11.° | 11.° | 10.° | 10.° | 12.° | 12.° | 11.° | 12.° | 12.° | 13.° | 10.° | 10.° |
| Universidad de Chile | 12.° | 12.° | 14.° | 8.°  | 11.° | 8.°  | 5.°  | 10.° | 12.° | 12.° | 10.° | 6.°  | 9.°  | 5.°  | 4.°  | 5.°  | 4.°  | 5.°  | 4.°  | 5.°  | 5.°  | 5.°  | 5.°  | 6.°  | 6.°  | 7.°  | 9.°  | 10.° | 12.° | 14.° | 15.° | 14.° | 15.° | 11.° |
| Everton              | 7.°  | 2.°  | 4.°  | 9.°  | 9.°  | 12.° | 16.° | 12.° | 9.°  | 10.° | 12.° | 8.°  | 5.°  | 3.°  | 6.°  | 7.°  | 7.°  | 8.°  | 10.° | 9.°  | 9.°  | 9.°  | 8.°  | 8.°  | 7.°  | 8.°  | 6.°  | 6.°  | 7.°  | 7.°  | 7.°  | 9.°  | 9.°  | 12.° |
| O'Higgins            | 6.°  | 11.° | 5.°  | 5.°  | 4.°  | 2.°  | 4.°  | 4.°  | 2.°  | 6.°  | 7.°  | 9.°  | 11.° | 10.° | 11.° | 13.° | 14.° | 11.° | 11.° | 12.° | 14.° | 14.° | 13.° | 14.° | 13.° | 13.° | 13.° | 13.° | 14.° | 11.° | 11.° | 10.° | 12.° | 13.° |
| Deportes Melipilla   | 17.° | 15.° | 10.° | 13.° | 15.° | 10.° | 8.°  | 7.°  | 13.° | 9.°  | 11.° | 12.° | 12.° | 13.° | 14.° | 12.° | 13.° | 13.° | 15.° | 15.° | 15.° | 15.° | 16.° | 16.° | 16.° | 16.° | 15.° | 14.° | 13.° | 10.° | 13.° | 15.° | 11.° | 14.° |
| Curicó Unido         | 3.°  | 9.°  | 11.° | 12.° | 12.° | 15.° | 15.° | 16.° | 16.° | 16.° | 16.° | 16.° | 16.° | 16.° | 16.° | 16.° | 16.° | 16.° | 16.° | 16.° | 16.° | 16.° | 15.° | 12.° | 14.° | 14.° | 14.° | 15.° | 15.° | 15.° | 14.° | 12.° | 14.° | 15.° |
| Huachipato           | 10.° | 10.° | 13.° | 6.°  | 10.° | 13.° | 14.° | 15.° | 15.° | 15.° | 15.° | 15.° | 15.° | 15.° | 15.° | 15.° | 12.° | 14.° | 14.° | 14.° | 13.° | 13.° | 14.° | 15.° | 15.° | 15.° | 16.° | 16.° | 16.° | 16.° | 16.° | 16.° | 16.° | 16.° |
| Santiago Wanderers   | 16.° | 16.° | 17.° | 17.° | 17.° | 17.° | 17.° | 17.° | 17.° | 17.° | 17.° | 17.° | 17.° | 17.° | 17.° | 17.° | 17.° | 17.° | 17.° | 17.° | 17.° | 17.° | 17.° | 17.° | 17.° | 17.° | 17.° | 17.° | 17.° | 17.° | 17.° | 17.° | 17.° | 17.° |

     Equipo libre de la fecha.

## Resultados
- Los horarios corresponden al huso horario de Chile: UTC-4 en horario estándar y UTC-3 en horario de verano.

### Primera rueda
| Fecha 1                     | Fecha 1   | Fecha 1              | Fecha 1        | Fecha 1     | Fecha 1 |
| Local                       | Resultado | Visita               | Estadio        | Fecha       | Hora    |
| --------------------------- | --------- | -------------------- | -------------- | ----------- | ------- |
| Curicó Unido                | 2-0       | Deportes Melipilla   | La Granja      | 27 de marzo | 11:00   |
| Everton                     | 1-1       | O'Higgins            | Sausalito      | 27 de marzo | 16:00   |
| Colo-Colo                   | 0-0       | Unión La Calera      | Monumental     | 27 de marzo | 18:30   |
| Unión Española              | 3-1       | Santiago Wanderers   | Santa Laura    | 27 de marzo | 21:00   |
| Palestino                   | 2-4       | Deportes Antofagasta | La Cisterna    | 28 de marzo | 10:45   |
| Huachipato                  | 0-0       | Cobresal             | Huachipato-CAP | 28 de marzo | 17:00   |
| Ñublense                    | 0-1       | Universidad Católica | Nelson Oyarzún | 28 de marzo | 19:30   |
| Audax Italiano              | 2-1       | Deportes La Serena   | El Teniente    | 30 de marzo | 20:00   |
| Libre: Universidad de Chile |           |                      |                |             |         |

| Fecha 2                   | Fecha 2   | Fecha 2        | Fecha 2                 | Fecha 2    | Fecha 2 |
| Local                     | Resultado | Visita         | Estadio                 | Fecha      | Hora    |
| ------------------------- | --------- | -------------- | ----------------------- | ---------- | ------- |
| Deportes Antofagasta      | 1-2       | Everton        | Calvo y Bascuñán        | 2 de abril | 16:00   |
| Unión La Calera           | 1-0       | Unión Española | Nicolás Chahuán         | 2 de abril | 19:00   |
| Deportes Melipilla        | 1-1       | Ñublense       | La Pintana              | 3 de abril | 11:00   |
| Universidad de Chile      | 1-1       | Huachipato     | El Teniente             | 3 de abril | 18:00   |
| Cobresal                  | 1-2       | Colo-Colo      | El Cobre                | 3 de abril | 20:30   |
| Deportes La Serena        | 2-0       | Curicó Unido   | La Portada              | 4 de abril | 17:00   |
| Universidad Católica      | 2-1       | Palestino      | San Carlos de Apoquindo | 4 de abril | 19:15   |
| O'Higgins                 | 0-0       | Audax Italiano | El Teniente             | 4 de abril | 21:30   |
| Libre: Santiago Wanderers |           |                |                         |            |         |

| Fecha 3            | Fecha 3   | Fecha 3              | Fecha 3        | Fecha 3     | Fecha 3 |
| Local              | Resultado | Visita               | Estadio        | Fecha       | Hora    |
| ------------------ | --------- | -------------------- | -------------- | ----------- | ------- |
| Unión Española     | 0-2       | Deportes Melipilla   | Santa Laura    | 10 de abril | 16:00   |
| Audax Italiano     | 1-0       | Universidad Católica | El Teniente    | 10 de abril | 18:30   |
| Deportes La Serena | 0-0       | Universidad de Chile | La Portada     | 11 de abril | 15:00   |
| Santiago Wanderers | 1-2       | Unión La Calera      | Elías Figueroa | 11 de abril | 17:30   |
| Colo-Colo          | 1-2       | O'Higgins            | Monumental     | 11 de abril | 20:00   |
| Ñublense           | 3-1       | Cobresal             | Nelson Oyarzún | 12 de abril | 12:00   |
| Palestino          | 1-1       | Everton              | La Cisterna    | 12 de abril | 15:00   |
| Curicó Unido       | 1-1       | Deportes Antofagasta | La Granja      | 12 de abril | 17:15   |
| Libre: Huachipato  |           |                      |                |             |         |

| Fecha 4                     | Fecha 4   | Fecha 4            | Fecha 4                 | Fecha 4     | Fecha 4 |
| Local                       | Resultado | Visita             | Estadio                 | Fecha       | Hora    |
| --------------------------- | --------- | ------------------ | ----------------------- | ----------- | ------- |
| Deportes Melipilla          | 0-1       | Palestino          | La Pintana              | 16 de abril | 15:30   |
| Huachipato                  | 5-3       | Ñublense           | Huachipato-CAP          | 16 de abril | 18:00   |
| Universidad Católica        | 2-1       | Curicó Unido       | San Carlos de Apoquindo | 16 de abril | 20:30   |
| O'Higgins                   | 0-0       | Deportes La Serena | El Teniente             | 17 de abril | 18:00   |
| Unión La Calera             | 1-1       | Audax Italiano     | Nicolás Chahuán         | 17 de abril | 20:30   |
| Cobresal                    | 2-1       | Santiago Wanderers | El Cobre                | 18 de abril | 11:00   |
| Everton                     | 0-2       | Colo-Colo          | Sausalito               | 18 de abril | 15:00   |
| Universidad de Chile        | 2-1       | Unión Española     | El Teniente             | 19 de abril | 20:30   |
| Libre: Deportes Antofagasta |           |                    |                         |             |         |

| Fecha 5                     | Fecha 5   | Fecha 5              | Fecha 5          | Fecha 5     | Fecha 5 |
| Local                       | Resultado | Visita               | Estadio          | Fecha       | Hora    |
| --------------------------- | --------- | -------------------- | ---------------- | ----------- | ------- |
| Curicó Unido                | 1-1       | Everton              | La Granja        | 23 de abril | 20:00   |
| Deportes Antofagasta        | 2-1       | Cobresal             | Calvo y Bascuñán | 24 de abril | 12:00   |
| Deportes La Serena          | 0-0       | Unión Española       | La Portada       | 24 de abril | 15:30   |
| O'Higgins                   | 1-0       | Unión La Calera      | El Teniente      | 24 de abril | 18:00   |
| Santiago Wanderers          | 1-2       | Ñublense             | Elías Figueroa   | 24 de abril | 20:30   |
| Colo-Colo                   | 1-0       | Universidad de Chile | Monumental       | 25 de abril | 16:00   |
| Audax Italiano              | 1-0       | Deportes Melipilla   | El Teniente      | 26 de abril | 20:30   |
| Palestino                   | 2-0       | Huachipato           | La Cisterna      | 15 de julio | 12:30   |
| Libre: Universidad Católica |           |                      |                  |             |         |

| Fecha 6              | Fecha 6   | Fecha 6              | Fecha 6         | Fecha 6     | Fecha 6 |
| Local                | Resultado | Visita               | Estadio         | Fecha       | Hora    |
| -------------------- | --------- | -------------------- | --------------- | ----------- | ------- |
| Everton              | 0-4       | Deportes La Serena   | Sausalito       | 30 de abril | 20:00   |
| Unión La Calera      | 2-1       | Deportes Antofagasta | Nicolás Chahuán | 1 de mayo   | 12:30   |
| Unión Española       | 1-1       | Audax Italiano       | Santa Laura     | 1 de mayo   | 15:30   |
| Ñublense             | 5-1       | Colo-Colo            | Nelson Oyarzún  | 1 de mayo   | 18:00   |
| Cobresal             | 2-0       | Curicó Unido         | El Cobre        | 2 de mayo   | 11:00   |
| Huachipato           | 0-1       | O'Higgins            | Huachipato-CAP  | 2 de mayo   | 15:30   |
| Deportes Melipilla   | 2-0       | Universidad Católica | Nicolás Chahuán | 2 de mayo   | 18:00   |
| Universidad de Chile | 1-0       | Santiago Wanderers   | El Teniente     | 3 de mayo   | 20:30   |
| Libre: Palestino     |           |                      |                 |             |         |

| Fecha 7              | Fecha 7   | Fecha 7              | Fecha 7                 | Fecha 7   | Fecha 7 |
| Local                | Resultado | Visita               | Estadio                 | Fecha     | Hora    |
| -------------------- | --------- | -------------------- | ----------------------- | --------- | ------- |
| O'Higgins            | 1-4       | Unión Española       | El Teniente             | 7 de mayo | 20:00   |
| Universidad Católica | 3-0       | Unión La Calera      | San Carlos de Apoquindo | 8 de mayo | 12:00   |
| Deportes La Serena   | 1-0       | Ñublense             | La Portada              | 8 de mayo | 15:30   |
| Santiago Wanderers   | 0-3       | Deportes Melipilla   | Elías Figueroa          | 8 de mayo | 18:00   |
| Colo-Colo            | 1-2       | Palestino            | Monumental              | 8 de mayo | 20:30   |
| Curicó Unido         | 2-2       | Huachipato           | La Granja               | 9 de mayo | 12:00   |
| Deportes Antofagasta | 1-2       | Universidad de Chile | Calvo y Bascuñán        | 9 de mayo | 15:30   |
| Audax Italiano       | 0-0       | Cobresal             | El Teniente             | 9 de mayo | 18:00   |
| Libre: Everton       |           |                      |                         |           |         |

| Fecha 8                | Fecha 8   | Fecha 8              | Fecha 8        | Fecha 8     | Fecha 8 |
| Local                  | Resultado | Visita               | Estadio        | Fecha       | Hora    |
| ---------------------- | --------- | -------------------- | -------------- | ----------- | ------- |
| Cobresal               | 2-0       | Deportes La Serena   | El Cobre       | 22 de mayo  | 11:00   |
| Ñublense               | 2-0       | Curicó Unido         | Nelson Oyarzún | 22 de mayo  | 15:30   |
| Santiago Wanderers     | 0-0       | O'Higgins            | Elías Figueroa | 22 de mayo  | 18:00   |
| Unión Española         | 3-2       | Universidad Católica | Santa Laura    | 22 de mayo  | 20:30   |
| Deportes Melipilla     | 1-1       | Deportes Antofagasta | La Pintana     | 23 de mayo  | 12:30   |
| Huachipato             | 0-2       | Colo-Colo            | Huachipato-CAP | 23 de mayo  | 15:00   |
| Universidad de Chile   | 0-1       | Everton              | El Teniente    | 23 de mayo  | 20:30   |
| Palestino              | 0-2       | Audax Italiano       | La Cisterna    | 15 de junio | 2:30    |
| Libre: Unión La Calera |           |                      |                |             |         |

| Fecha 9              | Fecha 9   | Fecha 9              | Fecha 9                 | Fecha 9    | Fecha 9 |
| Local                | Resultado | Visita               | Estadio                 | Fecha      | Hora    |
| -------------------- | --------- | -------------------- | ----------------------- | ---------- | ------- |
| Curicó Unido         | 1-2       | Unión Española       | La Granja               | 28 de mayo | 20:00   |
| Deportes La Serena   | 5-1       | Deportes Melipilla   | La Portada              | 29 de mayo | 15:00   |
| O'Higgins            | 1-0       | Palestino            | El Teniente             | 29 de mayo | 17:30   |
| Everton              | 1-0       | Santiago Wanderers   | Sausalito               | 30 de mayo | 16:00   |
| Universidad Católica | 2-1       | Cobresal             | San Carlos de Apoquindo | 30 de mayo | 19:00   |
| Deportes Antofagasta | 1-0       | Huachipato           | Calvo y Bascuñán        | 31 de mayo | 15:30   |
| Unión La Calera      | 1-0       | Ñublense             | Nicolás Chahuán         | 31 de mayo | 18:00   |
| Audax Italiano       | 2-1       | Universidad de Chile | El Teniente             | 31 de mayo | 20:30   |
| Libre: Colo-Colo     |           |                      |                         |            |         |

| Fecha 10            | Fecha 10  | Fecha 10             | Fecha 10       | Fecha 10   | Fecha 10 |
| Local               | Resultado | Visita               | Estadio        | Fecha      | Hora     |
| ------------------- | --------- | -------------------- | -------------- | ---------- | -------- |
| Cobresal            | 0-1       | Unión La Calera      | El Cobre       | 5 de junio | 10:30    |
| Santiago Wanderers  | 0-1       | Universidad Católica | Elías Figueroa | 5 de junio | 13:00    |
| Palestino           | 0-0       | Universidad de Chile | La Cisterna    | 5 de junio | 15:30    |
| Huachipato          | 0-0       | Everton              | Huachipato-CAP | 5 de junio | 20:30    |
| Unión Española      | 1-1       | Deportes Antofagasta | Santa Laura    | 6 de junio | 11:30    |
| Colo-Colo           | 2-0       | Deportes La Serena   | Monumental     | 6 de junio | 18:00    |
| Deportes Melipilla  | 3-1       | O'Higgins            | La Pintana     | 6 de junio | 20:30    |
| Ñublense            | 1-0       | Audax Italiano       | Nelson Oyarzún | 7 de junio | 20:30    |
| Libre: Curicó Unido |           |                      |                |            |          |

| Fecha 11              | Fecha 11  | Fecha 11           | Fecha 11                | Fecha 11    | Fecha 11 |
| Local                 | Resultado | Visita             | Estadio                 | Fecha       | Hora     |
| --------------------- | --------- | ------------------ | ----------------------- | ----------- | -------- |
| O'Higgins             | 1-1       | Cobresal           | El Teniente             | 15 de julio | 20:00    |
| Deportes Antofagasta  | 1-0       | Santiago Wanderers | Calvo y Bascuñán        | 16 de julio | 12:30    |
| Unión La Calera       | 1-0       | Curicó Unido       | Nicolás Chahuán         | 16 de julio | 20:30    |
| Universidad Católica  | 0-0       | Colo-Colo          | San Carlos de Apoquindo | 17 de julio | 16:00    |
| Audax Italiano        | 3-3       | Huachipato         | El Teniente             | 19 de julio | 18:00    |
| Everton               | 0-0       | Ñublense           | Sausalito               | 19 de julio | 20:30    |
| Deportes La Serena    | 4-3       | Palestino          | La Portada              | 20 de julio | 15:00    |
| Universidad de Chile  | 2-0       | Deportes Melipilla | El Teniente             | 20 de julio | 20:30    |
| Libre: Unión Española |           |                    |                         |             |          |

| Fecha 12             | Fecha 12  | Fecha 12             | Fecha 12                | Fecha 12    | Fecha 12 |
| Local                | Resultado | Visita               | Estadio                 | Fecha       | Hora     |
| -------------------- | --------- | -------------------- | ----------------------- | ----------- | -------- |
| Everton              | 2-0       | Unión Española       | Sausalito               | 23 de julio | 20:30    |
| Ñublense             | 0-0       | Deportes Antofagasta | Nelson Oyarzún          | 24 de julio | 15:00    |
| Deportes Melipilla   | 3-3       | Unión La Calera      | La Pintana              | 24 de julio | 17:30    |
| Colo-Colo            | 1-1       | Audax Italiano       | Monumental              | 24 de julio | 20:00    |
| Huachipato           | 0-0       | Deportes La Serena   | Huachipato-CAP          | 25 de julio | 12:30    |
| Palestino            | 2-0       | Santiago Wanderers   | La Cisterna             | 25 de julio | 15:00    |
| Curicó Unido         | 1-2       | Universidad de Chile | La Granja               | 25 de julio | 17:30    |
| Universidad Católica | 3-0       | O'Higgins            | San Carlos de Apoquindo | 25 de julio | 20:00    |
| Libre: Cobresal      |           |                      |                         |             |          |

| Fecha 13                  | Fecha 13  | Fecha 13             | Fecha 13         | Fecha 13    | Fecha 13 |
| Local                     | Resultado | Visita               | Estadio          | Fecha       | Hora     |
| ------------------------- | --------- | -------------------- | ---------------- | ----------- | -------- |
| Audax Italiano            | 0-2       | Everton              | El Teniente      | 27 de julio | 19:00    |
| Cobresal                  | 1-1       | Deportes Melipilla   | El Cobre         | 28 de julio | 11:00    |
| Unión Española            | 3-1       | Huachipato           | Santa Laura      | 28 de julio | 15:30    |
| O'Higgins                 | 2-2       | Curicó Unido         | El Teniente      | 28 de julio | 18:00    |
| Unión La Calera           | 2-1       | Palestino            | Nicolás Chahuán  | 28 de julio | 20:30    |
| Deportes Antofagasta      | 3-2       | Universidad Católica | Calvo y Bascuñan | 29 de julio | 12:30    |
| Santiago Wanderers        | 0-4       | Colo-Colo            | Elías Figueroa   | 29 de julio | 15:00    |
| Universidad de Chile      | 1-1       | Ñublense             | El Teniente      | 29 de julio | 19:00    |
| Libre: Deportes La Serena |           |                      |                  |             |          |

| Fecha 14              | Fecha 14  | Fecha 14             | Fecha 14        | Fecha 14    | Fecha 14 |
| Local                 | Resultado | Visita               | Estadio         | Fecha       | Hora     |
| --------------------- | --------- | -------------------- | --------------- | ----------- | -------- |
| Huachipato            | 0-0       | Unión La Calera      | Huachipato-CAP  | 1 de agosto | 11:00    |
| Palestino             | 3-2       | Unión Española       | La Cisterna     | 1 de agosto | 13:30    |
| Universidad de Chile  | 2-1       | Universidad Católica | El Teniente     | 1 de agosto | 16:00    |
| Deportes Melipilla    | 2-4       | Colo-Colo            | Nicolás Chahuán | 1 de agosto | 20:00    |
| Deportes La Serena    | 1-1       | Deportes Antofagasta | La Portada      | 2 de agosto | 14:30    |
| Ñublense              | 0-0       | O'Higgins            | Nelson Oyarzún  | 2 de agosto | 18:00    |
| Curicó Unido          | 2-1       | Santiago Wanderers   | La Granja       | 2 de agosto | 20:30    |
| Everton               | 3-0       | Cobresal             | Sausalito       | 3 de agosto | 20:30    |
| Libre: Audax Italiano |           |                      |                 |             |          |

| Fecha 15                  | Fecha 15  | Fecha 15             | Fecha 15                | Fecha 15    | Fecha 15 |
| Local                     | Resultado | Visita               | Estadio                 | Fecha       | Hora     |
| ------------------------- | --------- | -------------------- | ----------------------- | ----------- | -------- |
| O'Higgins                 | 1-3       | Universidad de Chile | El Teniente             | 7 de agosto | 15:00    |
| Unión Española            | 3-2       | Ñublense             | Santa Laura             | 7 de agosto | 17:30    |
| Universidad Católica      | 4-3       | Deportes La Serena   | San Carlos de Apoquindo | 7 de agosto | 20:00    |
| Santiago Wanderers        | 1-4       | Huachipato           | Elías Figueroa          | 8 de agosto | 12:30    |
| Deportes Antofagasta      | 0-1       | Audax Italiano       | Calvo y Bascuñán        | 8 de agosto | 15:00    |
| Colo-Colo                 | 2-0       | Curicó Unido         | Monumental              | 8 de agosto | 17:30    |
| Unión La Calera           | 1-0       | Everton              | Nicolás Chahuán         | 8 de agosto | 20:00    |
| Cobresal                  | 3-1       | Palestino            | El Cobre                | 9 de agosto | 11:00    |
| Libre: Deportes Melipilla |           |                      |                         |             |          |

| Fecha 16             | Fecha 16  | Fecha 16             | Fecha 16         | Fecha 16     | Fecha 16 |
| Local                | Resultado | Visita               | Estadio          | Fecha        | Hora     |
| -------------------- | --------- | -------------------- | ---------------- | ------------ | -------- |
| Audax Italiano       | 1-0       | Santiago Wanderers   | El Teniente      | 13 de agosto | 19:00    |
| Deportes Antofagasta | 2-1       | O'Higgins            | Calvo y Bascuñán | 14 de agosto | 11:30    |
| Deportes La Serena   | 1-2       | Unión La Calera      | La Portada       | 14 de agosto | 14:00    |
| Unión Española       | 0-1       | Colo-Colo            | Santa Laura      | 14 de agosto | 16:30    |
| Everton              | 1-2       | Deportes Melipilla   | Sausalito        | 14 de agosto | 19:00    |
| Palestino            | 0-2       | Curicó Unido         | La Cisterna      | 15 de agosto | 14:00    |
| Universidad de Chile | 0-2       | Cobresal             | El Teniente      | 15 de agosto | 16:30    |
| Huachipato           | 2-1       | Universidad Católica | Huachipato-CAP   | 15 de agosto | 19:00    |
| Libre: Ñublense      |           |                      |                  |              |          |

| Fecha 17             | Fecha 17  | Fecha 17             | Fecha 17                | Fecha 17     | Fecha 17 |
| Local                | Resultado | Visita               | Estadio                 | Fecha        | Hora     |
| -------------------- | --------- | -------------------- | ----------------------- | ------------ | -------- |
| Santiago Wanderers   | 2-2       | Deportes La Serena   | Elías Figueroa          | 21 de agosto | 11:30    |
| Ñublense             | 2-2       | Palestino            | Nelson Oyarzún          | 21 de agosto | 14:00    |
| Colo-Colo            | 2-0       | Deportes Antofagasta | Monumental              | 21 de agosto | 16:30    |
| Curicó Unido         | 2-2       | Audax Italiano       | La Granja               | 21 de agosto | 19:00    |
| Cobresal             | 2-0       | Unión Española       | El Cobre                | 22 de agosto | 11:00    |
| Deportes Melipilla   | 1-2       | Huachipato           | La Pintana              | 22 de agosto | 14:00    |
| Unión La Calera      | 1-4       | Universidad de Chile | Nicolás Chahuán         | 22 de agosto | 16:30    |
| Universidad Católica | 2-0       | Everton              | San Carlos de Apoquindo | 22 de agosto | 19:00    |
| Libre: O'Higgins     |           |                      |                         |              |          |

### Segunda rueda
| Fecha 18                    | Fecha 18  | Fecha 18       | Fecha 18                | Fecha 18         | Fecha 18 |
| Local                       | Resultado | Visita         | Estadio                 | Fecha            | Hora     |
| --------------------------- | --------- | -------------- | ----------------------- | ---------------- | -------- |
| Deportes Melipilla          | 1-1       | Curicó Unido   | La Pintana              | 25 de agosto     | 11:30    |
| Deportes Antofagasta        | 2-1       | Palestino      | Calvo y Bascuñán        | 25 de agosto     | 14:00    |
| Unión La Calera             | 1-1       | Colo-Colo      | Nicolás Chahuán         | 25 de agosto     | 16:30    |
| Universidad Católica        | 2-2       | Ñublense       | San Carlos de Apoquindo | 25 de agosto     | 19:00    |
| Deportes La Serena          | 0-2       | Audax Italiano | La Portada              | 26 de agosto     | 14:00    |
| Santiago Wanderers          | 1-2       | Unión Española | Elías Figueroa          | 26 de agosto     | 16:30    |
| O'Higgins                   | 1-0       | Everton        | El Teniente             | 26 de agosto     | 19:00    |
| Cobresal                    | 1-1       | Huachipato     | El Cobre                | 17 de septiembre | 11:00    |
| Libre: Universidad de Chile |           |                |                         |                  |          |

| Fecha 19                  | Fecha 19  | Fecha 19             | Fecha 19       | Fecha 19     | Fecha 19 |
| Local                     | Resultado | Visita               | Estadio        | Fecha        | Hora     |
| ------------------------- | --------- | -------------------- | -------------- | ------------ | -------- |
| Palestino                 | 3-0       | Universidad Católica | La Cisterna    | 28 de agosto | 15:00    |
| Ñublense                  | 3-0       | Deportes Melipilla   | Nelson Oyarzún | 28 de agosto | 20:00    |
| Everton                   | 1-1       | Deportes Antofagasta | Sausalito      | 29 de agosto | 11:30    |
| Huachipato                | 1-1       | Universidad de Chile | Huachipato-CAP | 29 de agosto | 14:00    |
| Colo-Colo                 | 0-1       | Cobresal             | Monumental     | 29 de agosto | 16:30    |
| Unión Española            | 2-1       | Unión La Calera      | Santa Laura    | 29 de agosto | 19:00    |
| Audax Italiano            | 1-0       | O'Higgins            | La Pintana     | 30 de agosto | 18:40    |
| Curicó Unido              | 2-0       | Deportes La Serena   | La Granja      | 30 de agosto | 21:00    |
| Libre: Santiago Wanderers |           |                      |                |              |          |

| Fecha 20             | Fecha 20  | Fecha 20           | Fecha 20                | Fecha 20        | Fecha 20 |
| Local                | Resultado | Visita             | Estadio                 | Fecha           | Hora     |
| -------------------- | --------- | ------------------ | ----------------------- | --------------- | -------- |
| Cobresal             | 4-1       | Ñublense           | El Cobre                | 6 de septiembre | 11:00    |
| Universidad de Chile | 1-1       | Deportes La Serena | El Teniente             | 6 de septiembre | 20:00    |
| Deportes Melipilla   | 0-3       | Unión Española     | La Pintana              | 7 de septiembre | 15:00    |
| Deportes Antofagasta | 1-1       | Curicó Unido       | Calvo y Bascuñán        | 7 de septiembre | 17:30    |
| Universidad Católica | 3-1       | Audax Italiano     | San Carlos de Apoquindo | 7 de septiembre | 20:00    |
| Unión La Calera      | 0-1       | Santiago Wanderers | Nicolas Chahuán         | 8 de septiembre | 15:30    |
| O'Higgins            | 2-3       | Colo-Colo          | El Teniente             | 8 de septiembre | 18:00    |
| Everton              | 1-0       | Palestino          | Sausalito               | 8 de septiembre | 20:30    |
| Libre: Huachipato    |           |                    |                         |                 |          |

| Fecha 21                    | Fecha 21  | Fecha 21             | Fecha 21       | Fecha 21         | Fecha 21 |
| Local                       | Resultado | Visita               | Estadio        | Fecha            | Hora     |
| --------------------------- | --------- | -------------------- | -------------- | ---------------- | -------- |
| Santiago Wanderers          | 2-1       | Cobresal             | Elías Figueroa | 12 de septiembre | 15:00    |
| Audax Italiano              | 2-3       | Unión La Calera      | El Teniente    | 12 de septiembre | 17:30    |
| Curicó Unido                | 2-4       | Universidad Católica | La Granja      | 12 de septiembre | 20:00    |
| Ñublense                    | 2-2       | Huachipato           | Nelson Oyarzún | 13 de septiembre | 16:30    |
| Unión Española              | 2-3       | Universidad de Chile | Santa Laura    | 13 de septiembre | 19:00    |
| Deportes La Serena          | 2-0       | O'Higgins            | La Portada     | 14 de septiembre | 14:00    |
| Colo-Colo                   | 2-0       | Everton              | Monumental     | 14 de septiembre | 19:00    |
| Palestino                   | 3-1       | Deportes Melipilla   | La Cisterna    | 15 de septiembre | 16:00    |
| Libre: Deportes Antofagasta |           |                      |                |                  |          |

| Fecha 22                    | Fecha 22  | Fecha 22             | Fecha 22        | Fecha 22         | Fecha 22 |
| Local                       | Resultado | Visita               | Estadio         | Fecha            | Hora     |
| --------------------------- | --------- | -------------------- | --------------- | ---------------- | -------- |
| Huachipato                  | 1-1       | Palestino            | Huachipato-CAP  | 24 de septiembre | 18:30    |
| Unión La Calera             | 2-0       | O'Higgins            | Nicolas Chahuán | 24 de septiembre | 21:00    |
| Cobresal                    | 2-0       | Deportes Antofagasta | El Cobre        | 25 de septiembre | 12:00    |
| Unión Española              | 2-1       | Deportes La Serena   | Santa Laura     | 25 de septiembre | 15:00    |
| Deportes Melipilla          | 1-1       | Audax Italiano       | Lucio Fariña    | 25 de septiembre | 17:30    |
| Everton                     | 0-0       | Curicó Unido         | Sausalito       | 25 de septiembre | 20:00    |
| Ñublense                    | 1-2       | Santiago Wanderers   | Nelson Oyarzún  | 26 de septiembre | 12:00    |
| Universidad de Chile        | 1-3       | Colo-Colo            | El Teniente     | 26 de septiembre | 16:30    |
| Libre: Universidad Católica |           |                      |                 |                  |          |

| Fecha 23             | Fecha 23  | Fecha 23             | Fecha 23                | Fecha 23         | Fecha 23 |
| Local                | Resultado | Visita               | Estadio                 | Fecha            | Hora     |
| -------------------- | --------- | -------------------- | ----------------------- | ---------------- | -------- |
| Deportes La Serena   | 0-2       | Everton              | La Portada              | 28 de septiembre | 16:00    |
| O'Higgins            | 2-0       | Huachipato           | El Teniente             | 28 de septiembre | 21:00    |
| Santiago Wanderers   | 2-1       | Universidad de Chile | Elías Figueroa          | 29 de septiembre | 16:00    |
| Deportes Antofagasta | 1-3       | Unión La Calera      | Calvo y Bascuñán        | 29 de septiembre | 18:30    |
| Universidad Católica | 4-0       | Deportes Melipilla   | San Carlos de Apoquindo | 29 de septiembre | 21:00    |
| Curicó Unido         | 1-0       | Cobresal             | La Granja               | 30 de septiembre | 16:00    |
| Colo-Colo            | 0-1       | Ñublense             | Monumental              | 30 de septiembre | 18:30    |
| Audax Italiano       | 2-0       | Unión Española       | El Teniente             | 30 de septiembre | 21:00    |
| Libre: Palestino     |           |                      |                         |                  |          |

| Fecha 24             | Fecha 24  | Fecha 24             | Fecha 24        | Fecha 24     | Fecha 24 |
| Local                | Resultado | Visita               | Estadio         | Fecha        | Hora     |
| -------------------- | --------- | -------------------- | --------------- | ------------ | -------- |
| Unión La Calera      | 0-2       | Universidad Católica | Nicolás Chahuán | 2 de octubre | 20:30    |
| Palestino            | 1-2       | Colo-Colo            | La Cisterna     | 3 de octubre | 15:30    |
| Universidad de Chile | 2-2       | Deportes Antofagasta | El Teniente     | 3 de octubre | 18:00    |
| Unión Española       | 3-2       | O'Higgins            | Santa Laura     | 3 de octubre | 20:30    |
| Cobresal             | 1-2       | Audax Italiano       | El Cobre        | 4 de octubre | 11:00    |
| Deportes Melipilla   | 1-1       | Santiago Wanderers   | La Pintana      | 4 de octubre | 18:30    |
| Huachipato           | 1-4       | Curicó Unido         | Huachipato-CAP  | 4 de octubre | 21:00    |
| Ñublense             | 0-1       | Deportes La Serena   | Nelson Oyarzún  | 5 de octubre | 20:30    |
| Libre: Everton       |           |                      |                 |              |          |

| Fecha 25               | Fecha 25  | Fecha 25             | Fecha 25                | Fecha 25      | Fecha 25 |
| Local                  | Resultado | Visita               | Estadio                 | Fecha         | Hora     |
| ---------------------- | --------- | -------------------- | ----------------------- | ------------- | -------- |
| Universidad Católica   | 2-1       | Unión Española       | San Carlos de Apoquindo | 6 de octubre  | 20:30    |
| Audax Italiano         | 2-3       | Palestino            | La Pintana              | 9 de octubre  | 12:30    |
| Everton                | 1-0       | Universidad de Chile | Sausalito               | 9 de octubre  | 15:30    |
| Deportes Antofagasta   | 1-0       | Deportes Melipilla   | Calvo y Bascuñán        | 9 de octubre  | 18:00    |
| Colo-Colo              | 2-0       | Huachipato           | Monumental              | 9 de octubre  | 20:30    |
| Deportes La Serena     | 2-1       | Cobresal             | La Portada              | 10 de octubre | 14:00    |
| O'Higgins              | 1-0       | Santiago Wanderers   | El Teniente             | 11 de octubre | 16:00    |
| Curicó Unido           | 0-0       | Ñublense             | La Granja               | 11 de octubre | 20:30    |
| Libre: Unión La Calera |           |                      |                         |               |          |

| Fecha 26             | Fecha 26  | Fecha 26             | Fecha 26       | Fecha 26      | Fecha 26 |
| Local                | Resultado | Visita               | Estadio        | Fecha         | Hora     |
| -------------------- | --------- | -------------------- | -------------- | ------------- | -------- |
| Huachipato           | 0-1       | Deportes Antofagasta | Huachipato-CAP | 15 de octubre | 12:30    |
| Palestino            | 2-2       | O'Higgins            | La Cisterna    | 15 de octubre | 16:00    |
| Universidad de Chile | 0-1       | Audax Italiano       | El Teniente    | 15 de octubre | 18:30    |
| Ñublense             | 0-2       | Unión La Calera      | Nelson Oyarzún | 15 de octubre | 21:00    |
| Cobresal             | 1-3       | Universidad Católica | El Cobre       | 16 de octubre | 11:00    |
| Santiago Wanderers   | 2-1       | Everton              | Elías Figueroa | 16 de octubre | 15:00    |
| Unión Española       | 2-1       | Curicó Unido         | Santa Laura    | 16 de octubre | 17:30    |
| Deportes Melipilla   | 1-1       | Deportes La Serena   | La Pintana     | 16 de octubre | 20:00    |
| Libre: Colo-Colo     |           |                      |                |               |          |

| Fecha 27             | Fecha 27  | Fecha 27           | Fecha 27                | Fecha 27      | Fecha 27 |
| Local                | Resultado | Visita             | Estadio                 | Fecha         | Hora     |
| -------------------- | --------- | ------------------ | ----------------------- | ------------- | -------- |
| Audax Italiano       | 0-3       | Ñublense           | La Pintana              | 19 de octubre | 18:30    |
| O'Higgins            | 1-2       | Deportes Melipilla | El Teniente             | 19 de octubre | 21:00    |
| Deportes La Serena   | 1-4       | Colo-Colo          | La Portada              | 20 de octubre | 14:00    |
| Universidad Católica | 3-2       | Santiago Wanderers | San Carlos de Apoquindo | 20 de octubre | 18:30    |
| Everton              | 1-0       | Huachipato         | Sausalito               | 20 de octubre | 21:00    |
| Deportes Antofagasta | 1-2       | Unión Española     | Calvo y Bascuñán        | 21 de octubre | 16:00    |
| Universidad de Chile | 0-1       | Palestino          | El Teniente             | 21 de octubre | 18:30    |
| Unión La Calera      | 1-2       | Cobresal           | Nicolás Chahuán         | 21 de octubre | 21:00    |
| Libre: Curicó Unido  |           |                    |                         |               |          |

| Fecha 28              | Fecha 28  | Fecha 28             | Fecha 28       | Fecha 28      | Fecha 28 |
| Local                 | Resultado | Visita               | Estadio        | Fecha         | Hora     |
| --------------------- | --------- | -------------------- | -------------- | ------------- | -------- |
| Ñublense              | 1-1       | Everton              | Nelson Oyarzún | 23 de octubre | 18:00    |
| Deportes Melipilla    | 3-0       | Universidad de Chile | Lucio Fariña   | 24 de octubre | 12:00    |
| Colo-Colo             | 2-1       | Universidad Católica | Monumental     | 24 de octubre | 16:30    |
| Huachipato            | 0-0       | Audax Italiano       | Huachipato-CAP | 24 de octubre | 20:00    |
| Santiago Wanderers    | 0-1       | Deportes Antofagasta | Elías Figueroa | 25 de octubre | 12:30    |
| Palestino             | 3-3       | Deportes La Serena   | La Cisterna    | 25 de octubre | 16:00    |
| Curicó Unido          | 1-1       | Unión La Calera      | La Granja      | 25 de octubre | 21:00    |
| Cobresal              | 2-3       | O'Higgins            | El Cobre       | 26 de octubre | 11:00    |
| Libre: Unión Española |           |                      |                |               |          |

| Fecha 29             | Fecha 29  | Fecha 29             | Fecha 29         | Fecha 29      | Fecha 29 |
| Local                | Resultado | Visita               | Estadio          | Fecha         | Hora     |
| -------------------- | --------- | -------------------- | ---------------- | ------------- | -------- |
| Audax Italiano       | 2-0       | Colo-Colo            | El Teniente      | 28 de octubre | 18:00    |
| Santiago Wanderers   | 1-1       | Palestino            | Elías Figueroa   | 29 de octubre | 15:30    |
| Deportes La Serena   | 2-2       | Huachipato           | La Portada       | 29 de octubre | 17:50    |
| Universidad de Chile | 1-2       | Curicó Unido         | El Teniente      | 30 de octubre | 16:00    |
| Unión Española       | 3-2       | Everton              | Santa Laura      | 30 de octubre | 18:30    |
| Deportes Antofagasta | 2-1       | Ñublense             | Calvo y Bascuñán | 31 de octubre | 12:30    |
| O'Higgins            | 1-3       | Universidad Católica | El Teniente      | 31 de octubre | 18:00    |
| Unión La Calera      | 2-3       | Deportes Melipilla   | Nicolás Chahuán  | 31 de octubre | 20:30    |
| Libre: Cobresal      |           |                      |                  |               |          |

| Fecha 30                  | Fecha 30  | Fecha 30             | Fecha 30                | Fecha 30       | Fecha 30 |
| Local                     | Resultado | Visita               | Estadio                 | Fecha          | Hora     |
| ------------------------- | --------- | -------------------- | ----------------------- | -------------- | -------- |
| Everton                   | 1-2       | Audax Italiano       | Sausalito               | 2 de noviembre | 21:00    |
| Deportes Melipilla        | 2-1       | Cobresal             | La Pintana              | 3 de noviembre | 16:00    |
| Huachipato                | 1-0       | Unión Española       | Huachipato-CAP          | 3 de noviembre | 18:30    |
| Curicó Unido              | 0-2       | O'Higgins            | La Granja               | 3 de noviembre | 21:00    |
| Palestino                 | 1-2       | Unión La Calera      | La Cisterna             | 4 de noviembre | 15:30    |
| Universidad Católica      | 4-0       | Deportes Antofagasta | San Carlos de Apoquindo | 4 de noviembre | 18:00    |
| Ñublense                  | 1-0       | Universidad de Chile | Nelson Oyarzún          | 4 de noviembre | 20:30    |
| Colo-Colo                 | 3-0       | Santiago Wanderers   | Monumental              | 6 de noviembre | 18:00    |
| Libre: Deportes La Serena |           |                      |                         |                |          |

| Fecha 31              | Fecha 31  | Fecha 31             | Fecha 31                | Fecha 31        | Fecha 31 |
| Local                 | Resultado | Visita               | Estadio                 | Fecha           | Hora     |
| --------------------- | --------- | -------------------- | ----------------------- | --------------- | -------- |
| Universidad Católica  | 1-0       | Universidad de Chile | San Carlos de Apoquindo | 7 de noviembre  | 12:00    |
| O'Higgins             | 1-1       | Ñublense             | El Teniente             | 7 de noviembre  | 16:00    |
| Cobresal              | 2-2       | Everton              | El Cobre                | 7 de noviembre  | 18:30    |
| Unión La Calera       | 0-2       | Huachipato           | Nicolás Chahuán         | 7 de noviembre  | 21:00    |
| Deportes Antofagasta  | 0-0       | Deportes La Serena   | Calvo y Bascuñán        | 8 de noviembre  | 18:00    |
| Unión Española        | 1-3       | Palestino            | Santa Laura             | 8 de noviembre  | 20:30    |
| Santiago Wanderers    | 0-3       | Curicó Unido         | Elías Figueroa          | 9 de noviembre  | 19:00    |
| Colo-Colo             | 1-0       | Deportes Melipilla   | Monumental              | 10 de noviembre | 19:00    |
| Libre: Audax Italiano |           |                      |                         |                 |          |

| Fecha 32                  | Fecha 32  | Fecha 32             | Fecha 32       | Fecha 32        | Fecha 32 |
| Local                     | Resultado | Visita               | Estadio        | Fecha           | Hora     |
| ------------------------- | --------- | -------------------- | -------------- | --------------- | -------- |
| Ñublense                  | 6-1       | Unión Española       | Nelson Oyarzún | 13 de noviembre | 12:30    |
| Deportes La Serena        | 0-2       | Universidad Católica | La Portada     | 13 de noviembre | 15:30    |
| Everton                   | 1-2       | Unión La Calera      | Sausalito      | 13 de noviembre | 21:00    |
| Audax Italiano            | 0-0       | Deportes Antofagasta | El Teniente    | 14 de noviembre | 12:30    |
| Palestino                 | 2-1       | Cobresal             | La Cisterna    | 14 de noviembre | 16:00    |
| Curicó Unido              | 0-0       | Colo-Colo            | La Granja      | 14 de noviembre | 18:30    |
| Huachipato                | 2-0       | Santiago Wanderers   | Huachipato-CAP | 15 de noviembre | 17:30    |
| Universidad de Chile      | 0-0       | O'Higgins            | Elías Figueroa | 15 de noviembre | 20:00    |
| Libre: Deportes Melipilla |           |                      |                |                 |          |

| Fecha 33             | Fecha 33  | Fecha 33             | Fecha 33                | Fecha 33        | Fecha 33 |
| Local                | Resultado | Visita               | Estadio                 | Fecha           | Hora     |
| -------------------- | --------- | -------------------- | ----------------------- | --------------- | -------- |
| O'Higgins            | 0-0       | Deportes Antofagasta | El Teniente             | 27 de noviembre | 18:00    |
| Cobresal             | 0-0       | Universidad de Chile | El Cobre                | 27 de noviembre | 18:00    |
| Deportes Melipilla   | 1-0       | Everton              | Santa Laura             | 27 de noviembre | 18:00    |
| Santiago Wanderers   | 2-2       | Audax Italiano       | Elías Figueroa          | 28 de noviembre | 12:00    |
| Curicó Unido         | 1-1       | Palestino            | La Granja               | 28 de noviembre | 18:00    |
| Unión La Calera      | 1-2       | Deportes La Serena   | Nicolás Chahuán         | 28 de noviembre | 18:00    |
| Colo-Colo            | 0-1       | Unión Española       | Monumental              | 28 de noviembre | 18:00    |
| Universidad Católica | 2-0       | Huachipato           | San Carlos de Apoquindo | 28 de noviembre | 18:00    |
| Libre: Ñublense      |           |                      |                         |                 |          |

| Fecha 34             | Fecha 34  | Fecha 34                 | Fecha 34         | Fecha 34       | Fecha 34 |
| Local                | Resultado | Visita                   | Estadio          | Fecha          | Hora     |
| -------------------- | --------- | ------------------------ | ---------------- | -------------- | -------- |
| Everton              | 0-3       | Universidad Católica (C) | Sausalito        | 4 de diciembre | 18:00    |
| Deportes Antofagasta | 1-0       | Colo-Colo                | Calvo y Bascuñán | 4 de diciembre | 18:00    |
| Palestino            | 1-4       | Ñublense                 | La Cisterna      | 4 de diciembre | 18:00    |
| Deportes La Serena   | 0-0       | Santiago Wanderers       | La Portada       | 4 de diciembre | 18:00    |
| Unión Española       | 0-1       | Cobresal                 | Santa Laura      | 5 de diciembre | 18:00    |
| Audax Italiano       | 1-1       | Curicó Unido             | La Pintana       | 5 de diciembre | 18:00    |
| Universidad de Chile | 3-2       | Unión La Calera          | El Teniente      | 5 de diciembre | 18:00    |
| Huachipato           | 3-1       | Deportes Melipilla       | Huachipato-CAP   | 5 de diciembre | 18:00    |
| Libre: O'Higgins     |           |                          |                  |                |          |

## Campeón
|                      |
| Universidad Católica |
|                      |
| 16.° título          |

## Copa Libertadores
| Equipo               | Clasificado | Vía                      |
| -------------------- | ----------- | ------------------------ |
| Universidad Católica | Chile 1     | 1.° de la Liga           |
| Colo-Colo            | Chile 2     | 2.° de la Liga           |
| Audax Italiano       | Chile 3     | 3.° de la Liga           |
| Everton              | Chile 4     | Subcampeón de Copa Chile |

## Copa Sudamericana
| Equipo               | Clasificado | Vía            |
| -------------------- | ----------- | -------------- |
| Unión La Calera      | Chile 1     | 4.° de la Liga |
| Unión Española       | Chile 2     | 5.° de la Liga |
| Deportes Antofagasta | Chile 3     | 6.° de la Liga |
| Ñublense             | Chile 4     | 7.° de la Liga |

## Promoción
| 22 de enero de 2022, 18:00 | Deportes Copiapó      | 2:3 (1:2)       | Huachipato                            | Luis Valenzuela, Copiapó                                                     |                                                                              |
|                            | Jaime 32' · López 82' | Reporte Reporte | 14' (pen.), 29' Nequecaur · 60' Tapia | Asistencia: 4.800 espectadores Árbitro(s): Felipe González VAR: Matías Quila | Asistencia: 4.800 espectadores Árbitro(s): Felipe González VAR: Matías Quila |

| 26 de enero de 2022, 19:00 | Huachipato          | 1:0 (0:0) | Deportes Copiapó | Huachipato - CAP Acero, Talcahuano                                                   |                                                                                      |
|                            | Martínez 74' (pen.) |           |                  | Asistencia: 4.818 espectadores Árbitro(s): Francisco Gilabert VAR: Cristian Droguett | Asistencia: 4.818 espectadores Árbitro(s): Francisco Gilabert VAR: Cristian Droguett |

## Estadísticas

### Goleadores
| Jugador           | Equipo               | Anot. | Part. | Prom. |
| ----------------- | -------------------- | ----- | ----- | ----- |
| Gonzalo Sosa      | Deportes Melipilla   | 23    | 28    | 0.82  |
| Fernando Zampedri | Universidad Católica | 23    | 29    | 0.79  |
| Joaquín Larrivey  | Universidad de Chile | 20    | 31    | 0.65  |
| Cristian Palacios | Unión Española       | 16    | 24    | 0.67  |
| Diego Valencia    | Universidad Católica | 14    | 30    | 0.47  |
| Bryan Carrasco    | Palestino            | 13    | 27    | 0.48  |
| Brayan Hurtado    | Cobresal             | 12    | 26    | 0.46  |
| Leandro Benegas   | Curicó Unido         | 11    | 24    | 0.46  |

### Asistencias
| Jugador               | Equipo               | Asist. | Part. |
| --------------------- | -------------------- | ------ | ----- |
| José Pedro Fuenzalida | Universidad Católica | 10     | 24    |
| Humberto Suazo        | Deportes La Serena   | 8      | 16    |
| Cristián Zavala       | Deportes Melipilla   | 8      | 31    |
| Gabriel Costa         | Colo-Colo            | 7      | 23    |
| Eduard Bello          | Deportes Antofagasta | 7      | 24    |
| Marcelino Núñez       | Universidad Católica | 7      | 28    |

### Hat-Tricks & Pókers
| Fecha      | Jugador        | Anot. | Local          | Resultado | Visitante | Jornada  |
| ---------- | -------------- | ----- | -------------- | --------- | --------- | -------- |
| 30/10/2021 | Patricio Rubio | 3     | Unión Española | 3 - 2     | Everton   | Fecha 29 |

## Entrenadores
| Equipo               | Entrenador          | Período      |
| -------------------- | ------------------- | ------------ |
| Unión Española       | Jorge Pellicer      | 1.° - 6.°    |
| Unión Española       | César Bravo         | 7.° - Act.   |
| Santiago Wanderers   | Ronald Fuentes      | 1.° - 7.°    |
| Santiago Wanderers   | Víctor Rivero       | 8.° - 10.°   |
| Santiago Wanderers   | Emiliano Astorga    | 11.° - 30.°  |
| Santiago Wanderers   | Domingo Sorace      | 31.°         |
| Santiago Wanderers   | Jorge Garcés        | 32.° - Act   |
| Universidad de Chile | Rafael Dudamel      | 1.° - 10.°   |
| Universidad de Chile | Esteban Valencia    | 11.° - 29.°  |
| Universidad de Chile | Cristián Romero     | 30.° - 34.°  |
| Unión La Calera      | Luca Marcogiuseppe  | 1.° - 10.°   |
| Unión La Calera      | Francisco Meneghini | 11.° - 34.°  |
| Curicó Unido         | Martín Palermo      | 1.° - 12.°   |
| Curicó Unido         | Damián Muñoz        | 13 .° - Act. |
| O'Higgins            | Dalcio Giovagnoli   | 1.° - 15.°   |
| O'Higgins            | Miguel Ramírez      | 16.° - 34°.  |
| Palestino            | José Sierra         | 1.° - 16.°   |
| Palestino            | Patricio Graff      | 17.° - 34.°  |
| Universidad Católica | Gustavo Poyet       | 1.° - 19.°   |
| Universidad Católica | Cristian Paulucci   | 20.° - Act.  |
| Deportes Melipilla   | John Armijo         | 1.° -19 .°   |
| Deportes Melipilla   | Rodrigo Córdova     | 20.°         |
| Deportes Melipilla   | Cristián Arán       | 21.° - Act.  |
| Deportes La Serena   | Miguel Ponce        | 1.° -19 .°   |
| Deportes La Serena   | Óscar Correa        | 20.°         |
| Deportes La Serena   | Ivo Basay           | 21.° - Act.  |
| Deportes Antofagasta | Juan Ribera         | 1.° - 23.°   |
| Deportes Antofagasta | Diego Reveco        | 24.° - 34.°  |
| Huachipato           | Juan Luvera         | 1.° - 26.°   |
| Huachipato           | Mario Salas         | 27.° - Act.  |

## Regla del Sub-21
- El reglamento del Campeonato Nacional de la Primera División 2021, señala en su artículo 31 que “en la sumatoria de todos los partidos del Campeonato que dispute cada club, los jugadores chilenos nacidos a partir del 01 de enero de 2000 deberán haber disputado a lo menos el setenta por ciento de los minutos efectivamente jugados”. Esta obligación, también se extiende a la Copa Chile y a los torneos de Primera B y Segunda División Profesional.

- En el caso de haber disputado entre el 65,1 % al 69,9 % de los minutos, la sanción será la pérdida de tres puntos más una multa de 500 UF, descantándose de la tabla de la fase regular del respectivo campeonato. Si el cumplimiento alcanza entre el 60,1 % al 65 % de los minutos, el descuento será de seis puntos de pérdida más la multa, y si el cumplimiento alcanza al 60 % o menos de los minutos, el descuento será de nueve puntos, igualmente contando la multa antes mencionada.

| Equipo                 | m.req | m.dis | m.pen | % |
| ---------------------- | ----- | ----- | ----- | - |
| Audax Italiano         | 2.016 | 2.052 | 0     |   |
| Cobresal               | 2.016 | 2.522 | 0     |   |
| Colo-Colo              | 2.016 | 2.708 | 0     |   |
| Curicó Unido           | 2.016 | 2.168 | 0     |   |
| Deportes Antofagasta   | 2.016 | 2.059 | 0     |   |
| Deportes La Serena     | 2.016 | 2.804 | 0     |   |
| Deportes Melipilla     | 2.016 | 2.181 | 0     |   |
| Everton                | 2.016 | 2.362 | 0     |   |
| Huachipato             | 2.016 | 2.206 | 0     |   |
| Ñublense               | 2.016 | 2.045 | 0     |   |
| O'Higgins              | 2.016 | 2.357 | 0     |   |
| Palestino              | 2.016 | 2.090 | 0     |   |
| Santiago Wanderers     | 2.016 | 2.847 | 0     |   |
| Unión Española         | 2.016 | 2.598 | 0     |   |
| Unión La Calera        | 2.016 | 2.444 | 0     |   |
| Universidad Católica   | 2.016 | 2.853 | 0     |   |
| Universidad de Chile   | 2.016 | 2.490 | 0     |   |
| Actualizado - Fecha 34 |       |       |       |   |

     Cumplieron con el reglamento. 
     No cumplieron con el reglamento. Incurre en la pérdida de 3 puntos, más una multa de 500 UF (65,1 % al 69,9 %)
     No cumplieron con el reglamento. Incurre en la pérdida de 6 puntos, más una multa de 500 UF (60,1 % al 65,0 %)
     No cumplieron con el reglamento. Incurre en la pérdida de 9 puntos, más una multa de 500 UF (Menos del 60,0 %)